# Caffrowithius natalicus
Caffrowithius natalicus es una especie de arácnido  del orden Pseudoscorpionida de la familia Chernetidae.

## Distribución geográfica
Se encuentra en el sur de África.